# Portugiesischer Hip-Hop
Portugiesischer Hip-Hop bezeichnet die Hip-Hop-Subkultur in Portugal. In Abgrenzung zum internationalen Hip-Hop wird der portugiesische Hip-Hop häufig als Hip-Hop Tuga bezeichnet, auch szeneintern. Schwerpunkt ist der Großraum der Hauptstadt Lissabon und der Großraum Porto.
Von den vier Grundelementen des Hip-Hops sind in Portugal der Rap, das DJing und das Graffiti auch im kulturellen Mainstream bekannt, während Breakdance vor allem innerhalb der Szene gelebt wird. Auch in Portugal haben sich die vier Grundelemente zu eigenen Szenen entwickelt. International am bekanntesten ist die Graffiti-Kunst Portugals, insbesondere als Teil der Streetart in der Hauptstadt Lissabon und anderen Städten. Aber auch DJs wie Rui da Silva oder DJ Vibe erlangten inzwischen über die Landesgrenzen hinaus Bekanntheit.
Der Hip Hop in Portugal wird nicht nur von der internationalen Hip-Hop-Szene beeinflusst, sondern auch durch afrikanische Einflüsse der früheren portugiesischen Kolonien. Zudem bestehen Verbindungen zur brasilianischen Hip-Hop Szene.

## Geschichte

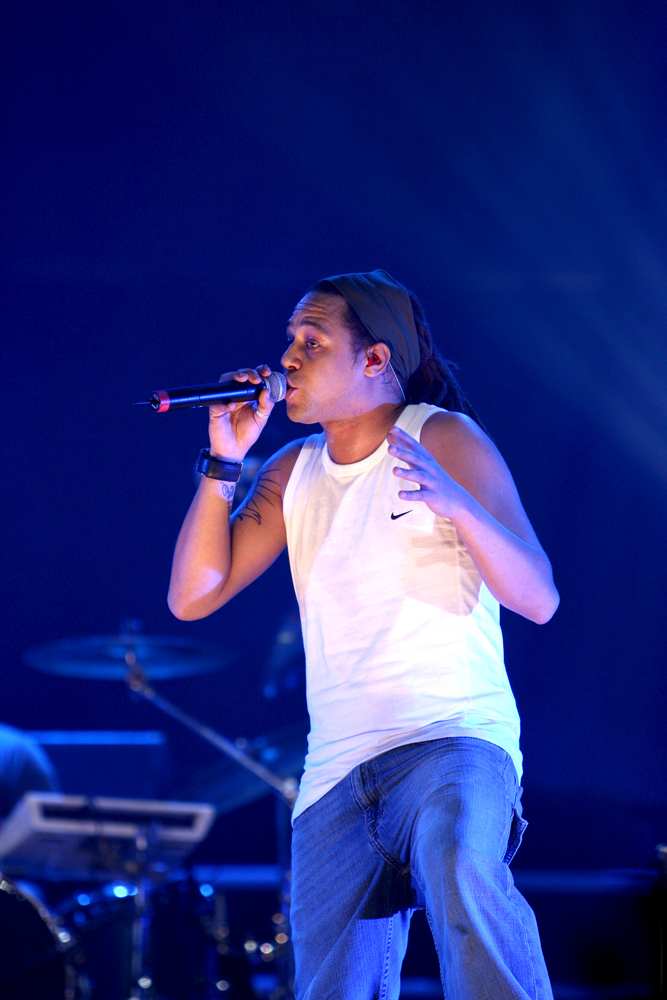
Pacman, Frontman von Da Weasel, bei einem Konzert der Gruppe im Pavilhão Atlântico 2007

Die Hip-Hop-Kultur, die in den 70er Jahren in New York entstand, fand ab etwa 1984 auch in Portugal Einzug, als Breakdance über US-amerikanische Filme hier populär wurde.
Bis Ende der 1980er Jahre entwickelte sich Hip-Hop nur langsam in Portugal, um seit den frühen 1990er Jahren stark anzuwachsen. Insbesondere in den Vorstädten der Hauptstadt Lissabon entwickelte sich eine Szene, etwa an der Margem Sul do Tejo oder den ärmeren Vierteln in und um Amadora. Jugendliche aus den Einwanderergemeinden der Portugiesisch sprechenden Ländern Afrikas waren dabei ein wichtiger Faktor. Zu den Pionieren gehörten die B.Boys Boxers und die Black Company, beide aus Almada.
Mit der Veröffentlichung der CD „Rapública“ 1994, einem Sampler mit den damals wichtigsten MCs und DJs, erlangte die Szene schließlich eine breite Sichtbarkeit. Eine Rolle spielte auch der Radiosender Antena 3, der 1994 neugegründete Jugendsender des öffentlich-rechtlichen Radiosenders RDP, der auch häufig Hip-Hop spielte, sowohl im Tagesprogramm, als auch in der wegweisenden Rap-Sendung „Repto“.
Auch der kalifornische Musiker Ithaka Darin Pappas gehörte zur portugiesischen Hip-Hop-Szene. Er veröffentlichte eine Reihe Alben, bevor er 1998 nach Kalifornien zurückkehrte.
In den 2000er Jahren sorgte dann die CD-Sampler-Reihe „Nação Hip-Hop“ (EMI/NorteSul) mit einer jährlichen Ausgabe für eine anhaltende Sichtbarkeit des Hip-Hop tuga.
Kommerziell erfolgreichster Name wurde die Formation Da Weasel, aber auch Rapper wie Boss AC, Sam The Kid, General D oder Valete erlangten einige Bekanntheit.
Gruppen wie Orelha Negra, Expensive Soul oder die international bekannten Buraka Som Sistema und Cool Hipnoise haben ihre Wurzeln in oder sind verbunden mit der portugiesischen Hip-Hop Szene.
Auch zur portugiesischen Reggaeszene bestehen Verbindungen.

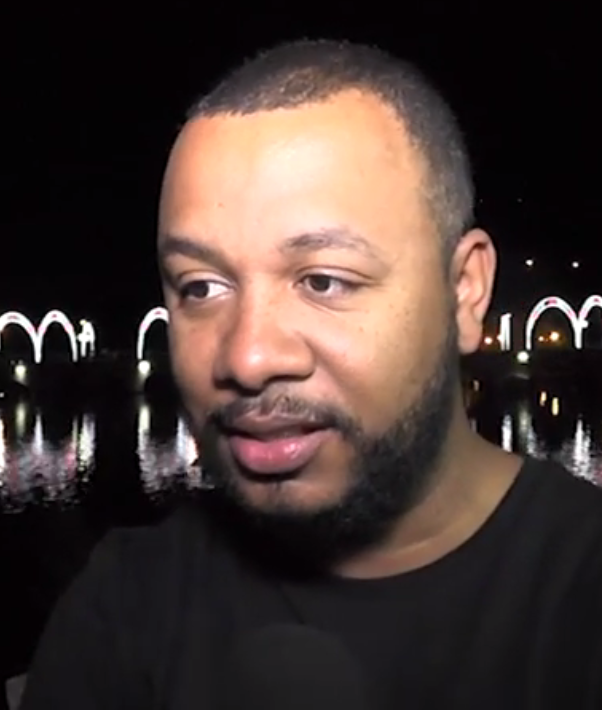
Boss AC (2016)

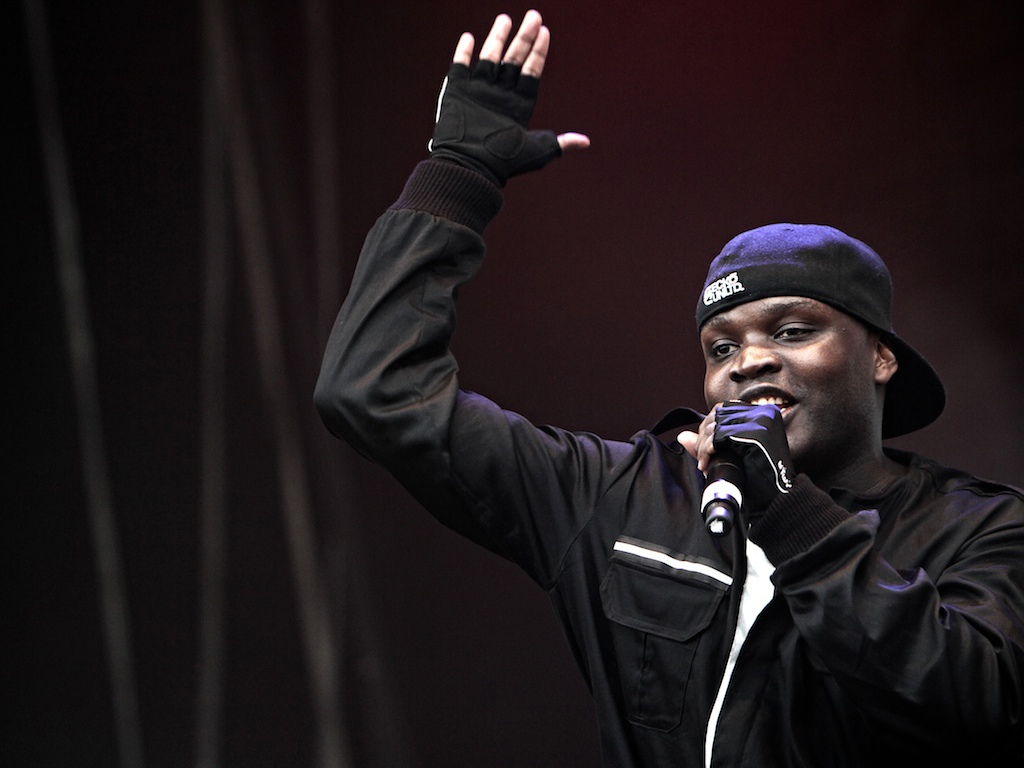
Valete live (2016)

## Musik

Die Líderes da Nova Mensagem (1997)

Zu den bekanntesten Namen des portugiesischen Raps zählen:
- Black Company
- Boss AC
- Chullage
- Da Weasel
- Dealema
- General D
- Kapataz
- Líderes da Nova Mensagem
- Luaty Beirão
- Mind da Gap
- Mundo Secreto
- NBC
- NGA
- Nigga Poison
- Sagas
- Sam The Kid
- Sir Scratch
- SP & Wilson
- Valete
- Xeg

## Videografie
- Toxic.TV Hip Hop Reporters (2006, auch DVD) – In dieser französischen Hip-Hop-Reportagenreihe besucht der ehemalige Saïan-Supa-Crew-Rapper Specta Portugal, wobei neben einem Ausflug nach Porto in erster Linie die wachsende Szene im Großraum Lissabon vorgestellt wird (Graffiti, Rap, Breakdance).